# Signs for the Fallen
Signs for the Fallen è il sesto album in studio della band Melodic death metal tedesca Suidakra.

## Tracce
1. Revenant – 5:05
2. Crown the Lost – 4:36
3. Threnody – 1:42
4. Trails of Gore – 4:35
5. The Ember Died – 0:21
6. When Eternity Echoes – 2:02
7. Signs for the Fallen – 5:37
8. Dimorphic – 4:20
9. Bound in Changes – 8:50
10. A Visions Demise – 5:09

## Formazione
- Arkadius Antonik – chitarre, voce, tastiere
- Marcel Schoenen – chitarre, voce
- Marcus Riewald - basso
- Lars Wehner – batteria